# Imajimapholoe parva
Imajimapholoe parva är en ringmaskart som först beskrevs av Imajima och Hartman 1964.  Imajimapholoe parva ingår i släktet Imajimapholoe och familjen Pholoidae. Inga underarter finns listade i Catalogue of Life.